# Thamnaconus septentrionalis
Thamnaconus septentrionalis és una espècie de peix de la família dels monacàntids i de l'ordre dels tetraodontiformes.

## Morfologia
- Els mascles poden assolir 23 cm de longitud total.[4][5]

## Hàbitat
És un peix marí, de clima temperat i demersal.

## Distribució geogràfica
Es troba a Sud-àfrica, el Japó, el Mar Groc, el mar de la Xina Oriental i el Mar de la Xina Meridional.

## Observacions
- És emprat en la medicina tradicional xinesa.[9]
- És inofensiu per als humans.[4]